# Mark Hunter (Eishockeyspieler)
Mark William Hunter (* 12. November 1962 in Petrolia, Ontario) ist ein ehemaliger kanadischer Eishockeyspieler auf der Position des rechten Flügelstürmers. Zwischen 1981 und 1993 war er unter anderem für die Canadiens de Montréal, St. Louis Blues, Calgary Flames und Hartford Whalers in der National Hockey League aktiv.
Hunter ist Besitzer und Vizepräsident der London Knights aus der Ontario Hockey League und war von 2014 bis 2018 zudem als Funktionär in der Organisation der Toronto Maple Leafs tätig. Seine Brüder Dale und Dave waren ebenfalls professionelle Eishockeyspieler.

## Karriere als Spieler
Hunter spielte ab 1979 für die Brantford Alexanders in der Ontario Major Junior Hockey League. Dort gehörte er von Beginn an zu den besten Scorern, sammelte in seiner zweiten Saison aber auch die teamintern meisten Strafminuten. Im NHL Entry Draft 1981 wurde der Flügelstürmer in der ersten Runde an siebter Position von den Canadiens de Montréal ausgewählt.
In Montréal gelang Hunter nach dem Draft auf Anhieb der Sprung in den NHL-Kader, wo er im Auftaktspiel der Saison 1981/82 das erste Saisontor der Canadiens erzielte. In einer Angriffsreihe mit Pierre Mondou und Doug Risebrough erzielte der Rookie 18 Tore, erreichte mit 143 Strafminuten aber auch den zweithöchsten Wert der Mannschaft. In den folgenden beiden Spielzeiten warf ihn eine Knieverletzung zurück, bevor er 1984/85 seine bis dahin erfolgreichste Saison im Trikot der Canadiens spielte.
Nach Ende der Saison wurde Hunter in einem Tauschgeschäft, das insgesamt neun Draftpicks für den NHL Entry Draft 1985 beinhaltete, zu den St. Louis Blues transferiert. Dort erreichte er an der Seite von Bernie Federko die besten Offensivstatistiken seiner Karriere und schloss die Saison 1985/86 als bester Torschütze der Blues mit 44 Toren aus 78 Spielen ab. Hunter wurde im Saisonverlauf zum NHL All-Star Game eingeladen und verhalf den Blues anschließend zum Einzug in die Play-offs, wo sie bis ins Finale der Campbell Conference vordrangen. In allen drei Spielzeiten bei den Blues erzielte der Kanadier mehr als 60 Scorerpunkte, bevor er im September 1988 unter anderem gemeinsam mit Doug Gilmour an die Calgary Flames abgegeben wurde. Dort gewann er in seiner ersten Saison den Stanley Cup.
Nach zahlreichen Verletzungen konnte Mark Hunter allerdings nicht mehr an die Offensivleistungen aus seiner Zeit in St. Louis anknüpfen und wurde nach drei Saisons in Calgary zu den Hartford Whalers transferiert. Zwei Jahre später wechselte er zu den Washington Capitals, bei denen er auf nur sieben Einsätze in der NHL kam. Erstmals in seiner Karriere verbrachte der Flügelstürmer einen Großteil der Saison in der American Hockey League, wo er für das Farmteam der Capitals, die Baltimore Skipjacks, zum Einsatz kam. Im Jahr 1994 beendete er seine Karriere offiziell.

## Karriere als Trainer und Funktionär
Nach seinem Karriereende wurde Mark Hunter von den Sarnia Sting aus der Ontario Hockey League als Cheftrainer verpflichtet. Nach zwei Spielzeiten, in denen er mit der Mannschaft jeweils die Play-offs erreichte, wechselte er zu den St. John’s Maple Leafs in die AHL. Dort führte er die Mannschaft in seiner Debütsaison 1996/97 zum ersten Platz in der Canadian Division und in die zweite Runde der Play-offs. Nach Saisonende entschied er sich allerdings, nach Sarnia zurückzukehren, um näher bei seiner Familie zu sein. Nach drei weiteren Spielzeiten in der OHL wurde sein Vertrag nicht mehr verlängert und er zog sich aus dem Trainergeschäft zurück.
Im Jahr 2000 erwarb Mark Hunter gemeinsam mit seinem Bruder Dale das Franchise der London Knights, die ebenfalls in der OHL spielen. Während sein Bruder den Trainerposten übernahm, war Mark Hunter als General Manager beschäftigt und übte diesen Posten bis Oktober 2014 aus. Als Dale im Laufe der Saison 2011/12 zum Cheftrainer der Washington Capitals ernannt wurde, übernahm Mark als Interimstrainer bei den Knights. Nachdem die Mannschaft bereits die reguläre Saison auf dem ersten Platz der Liga abgeschlossen hatte, führte sie Hunter in den Play-offs zum zweiten Gewinn des J. Ross Robertson Cups nach 2005. Zur folgenden Spielzeit kehrte sein Bruder hinter die Trainerbank in London zurück.
Zur Saison 2014/15 wurde Mark Hunter als neuer Director of Player Personnel der Toronto Maple Leafs vorgestellt, fungiert aber weiterhin auch als Besitzer und Vizepräsident der London Knights. Nach der Saison 2017/18 trennte er sich von Leafs, nachdem auf der vakanten Position des General Managers Kyle Dubas den Vorzug erhalten hatte.

## Erfolge und Auszeichnungen

### Als Spieler
- 1986 NHL All-Star Game
- 1989 Stanley-Cup-Gewinn mit den Calgary Flames

### Als Trainer
- 1996 OHL Third All-Star Team

### Als General Manager
- 2004 OHL Executive of the Year
- 2005 J.-Ross-Robertson-Cup-Gewinn mit den London Knights
- 2005 Memorial-Cup-Gewinn mit den London Knights
- 2012 J.-Ross-Robertson-Cup-Gewinn mit den London Knights (als Cheftrainer und General Manager)
- 2013 J.-Ross-Robertson-Cup-Gewinn mit den London Knights